# Ngo
Ngo es una localidad de la República del Congo, constituida administrativamente como un distrito del departamento de Plateaux en el centro del país.
En 2011, el distrito tenía una población de 16 751 habitantes, de los cuales 8169 eran hombres y 8582 eran mujeres.
El área está habitada principalmente por batekes; dentro de dicha etnia, los habitantes de esta zona son comúnmente conocidos como "boma". Dentro del país, Ngo es conocido por su producción de fufu.
Se ubica unos 60 km al sur de Gamboma, sobre la carretera N2 que lleva a la capital nacional Brazzaville. Al oeste sale la carretera P26 que lleva a la capital departamental Djambala.